# Албефеј Лагар
Албефеј Лагар (фр. Albefeuille-Lagarde) насеље је и општина у јужној Француској у региону Миди Пирене, у департману Тарн и Гарона која припада префектури Кастелсаразен.
По подацима из 2011. године у општини је живело 616 становника, а густина насељености је износила 76,71 становника/km². Општина се простире на површини од 8,03 km². Налази се на средњој надморској висини од 125 метара (максималној 102 m, а минималној 73 m).

## Демографија
| 1962. | 1968. | 1975. | 1982. | 1990. | 1999. | 2011. |
| ----- | ----- | ----- | ----- | ----- | ----- | ----- |
| 505   | 549   | 578   | 601   | 632   | 644   | 616   |

График промене броја становника у току последњих година